# El Capulín de los Ruiz
El Capulín de los Ruiz är en ort i Mexiko.   Den ligger i kommunen Monte Escobedo och delstaten Zacatecas, i den centrala delen av landet, 500 km nordväst om huvudstaden Mexico City. El Capulín de los Ruiz ligger 1 984 meter över havet och antalet invånare är 132.
Terrängen runt El Capulín de los Ruiz är kuperad österut, men västerut är den platt. El Capulín de los Ruiz ligger nere i en dal. Runt El Capulín de los Ruiz är det mycket glesbefolkat, med 6 invånare per kvadratkilometer. Närmaste större samhälle är Monte Escobedo, 17,8 km sydväst om El Capulín de los Ruiz. I omgivningarna runt El Capulín de los Ruiz växer huvudsakligen savannskog.